# Aeroporto de Salinópolis
O Aeroporto de Salinópolis (ICAO: SNSM) serve a cidade de Salinópolis e região, no estado do Pará. Está localizado na rodovia PA-124 a cerca de 10 km do centro da cidade. Salinópolis, conhecida como Salinas, é um dos principais destinos de turistas no Pará, com praias bastante movimentadas no veraneio e em feriados. O aeroporto da cidade passou por obras de reconstrução e ampliação e pode operar pouso e decolagem de aeronaves de até 60 passageiros, fortaleçendo o turismo e a economia na região da Amazônia. O aeroporto conta a partir de Julho de 2022 com voos comerciais  regulares que ligam Salinas a capital do estado, Belém. Além disso, empresas de taxi aéreo oferecem voos regularmente para cidades e vilarejos próximos.

## Reforma
No dia 16 de Março de 2022, o governador Helder Barbalho esteve em Salinas, na costa atlântica, entregando o aeroporto, que passou por obras de reconstrução e ampliação, um investimento do Tesouro estadual. A nova pista tem 1,9 quilômetro de extensão, o que permite pouso e decolagem de aeronaves com até 60 passageiros. O aeroporto se integra às obras e serviços realizados pelo Estado a fim de incentivar o desenvolvimento do turismo na região. O aeroporto também recebeu melhorias em todo o terminal de passageiros, que inclui sala de espera, banheiros, lanchonete, balcão de informações, salas administrativas, embarque, desembarque e outras dependências. Em breve, com nova iluminação, o aeroporto também poderá receber voos noturnos. 